# Houstonia purpurea
Houstonia purpurea är en måreväxtart som beskrevs av Carl von Linné. Houstonia purpurea ingår i släktet Houstonia och familjen måreväxter.

## Underarter
Arten delas in i följande underarter:
- H. p. calycosa
- H. p. montana
- H. p. purpurea